# Smicrocotis solomoni
Smicrocotis solomoni är en insektsart som beskrevs av Evans 1937. Smicrocotis solomoni ingår i släktet Smicrocotis och familjen dvärgstritar. Inga underarter finns listade i Catalogue of Life.